# Bethesda (Maryland)
Bethesda és una concentració de població designada pel cens dels Estats Units a l'estat de Maryland. Segons el cens del 2000 tenia 55.277 habitants.

## Demografia
Segons el cens del 2000, Bethesda tenia 55.277 habitants, 23.659 habitatges, i 14.455 famílies. La densitat de població era de 1.624,2 habitants per km².
Dels 23.659 habitatges en un 28% hi vivien nens de menys de 18 anys, en un 53,4% hi vivien parelles casades, en un 6% dones solteres, i en un 38,9% no eren unitats familiars. En el 32,2% dels habitatges hi vivien persones soles l'11,6% de les quals corresponia a persones de 65 anys o més que vivien soles. El nombre mitjà de persones vivint en cada habitatge era de 2,3 i el nombre mitjà de persones que vivien en cada família era de 2,92.
Per edats la població es repartia de la següent manera: un 21,9% tenia menys de 18 anys, un 4,6% entre 18 i 24, un 29,2% entre 25 i 44, un 27,1% de 45 a 60 i un 17,2% 65 anys o més.
L'edat mitjana era de 41 anys. Per cada 100 dones de 18 o més anys hi havia 84 homes.
La renda mitjana per habitatge era de 99.102 $ i la renda mitjana per família de 130.160 $. Els homes tenien una renda mitjana de 84.797 $ mentre que les dones 57.569 $. La renda per capita de la població era de 58.479 $. Entorn de l'1,7% de les famílies i el 3,3% de la població estaven per davall del llindar de pobresa.